# Onder de Boompjes (Montfoort)
Onder de Boompjes is een straat in de Nederlandse plaats Montfoort. De straat loopt langs de oever van de Hollandse IJssel in de oude kern van de stad. De monumentale IJsselpoort staat haaks op deze straat. Vanwege de geringe breedte geldt er eenrichtingsverkeer. Via enkele oude steegjes en poortjes is de straat verbonden met de Hoogstraat die parallel aan de straat loopt. Aan de andere kant van de Hollandse IJssel ligt de IJsselkade.

## Geschiedenis
De straat is eind 17e eeuw ontstaan. Het pad langs de Hollandse IJssel verkreeg zijn naam, omdat hier veel bomen stonden. Nadat de stadsmuur in de 19e eeuw werd afgebroken, ontstond de mogelijkheid voor de bewoners van de noordelijke helft van de Hoogstraat om goederen, die via de Hollandse IJssel werden aagevoerd, op te slaan op hun achtererven. Er werden daarom veel schuren en opslagplaatsen gebouwd op de vrijgekomen ruimte. Tegenwoordig kenmerkt Onder de Boompjes zich nog steeds door dergelijke bebouwing.

## Bouwwerken van historisch belang
Ter hoogte van de Waterpoort ligt een oude brug met het stadswapen die vroeger de Hollandse IJssel via de Havenstraat verbond met De Plaats. Deze waterdoorgang is dichtgemetseld.
De werkplaats die aan deze straat ligt (ter hoogte van de achterzijde van Hoogstraat 18) is opgenomen in het Monumenten Inventarisatie Project met de aanduiding van enige waarde op gemeentelijk niveau.
De gietijzeren draaibrug over de Hollandse IJssel en het bijbehorende brugwachtershuisje zijn hierin ook opgenomen en hebben de status waardevol op gemeentelijk niveau.

## Afbeeldingen

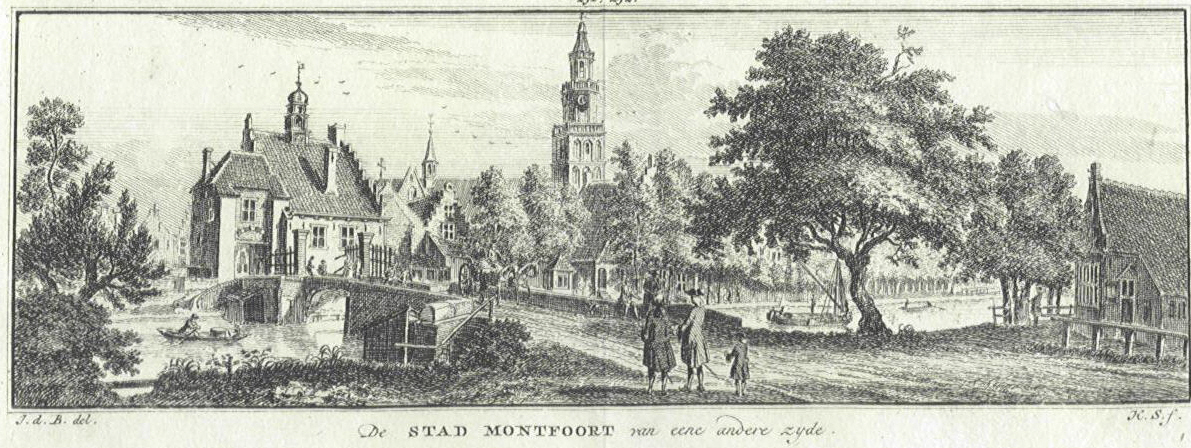
De straat op een ets uit de 18e eeuw, rechts aan de overzijde van de Hollandse IJssel
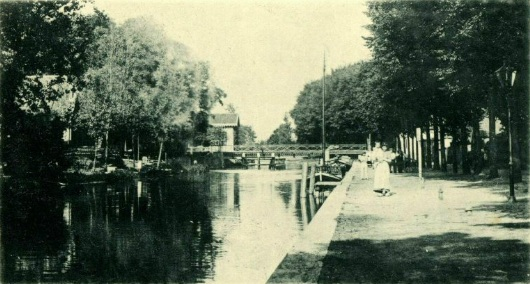
De straat in 1905
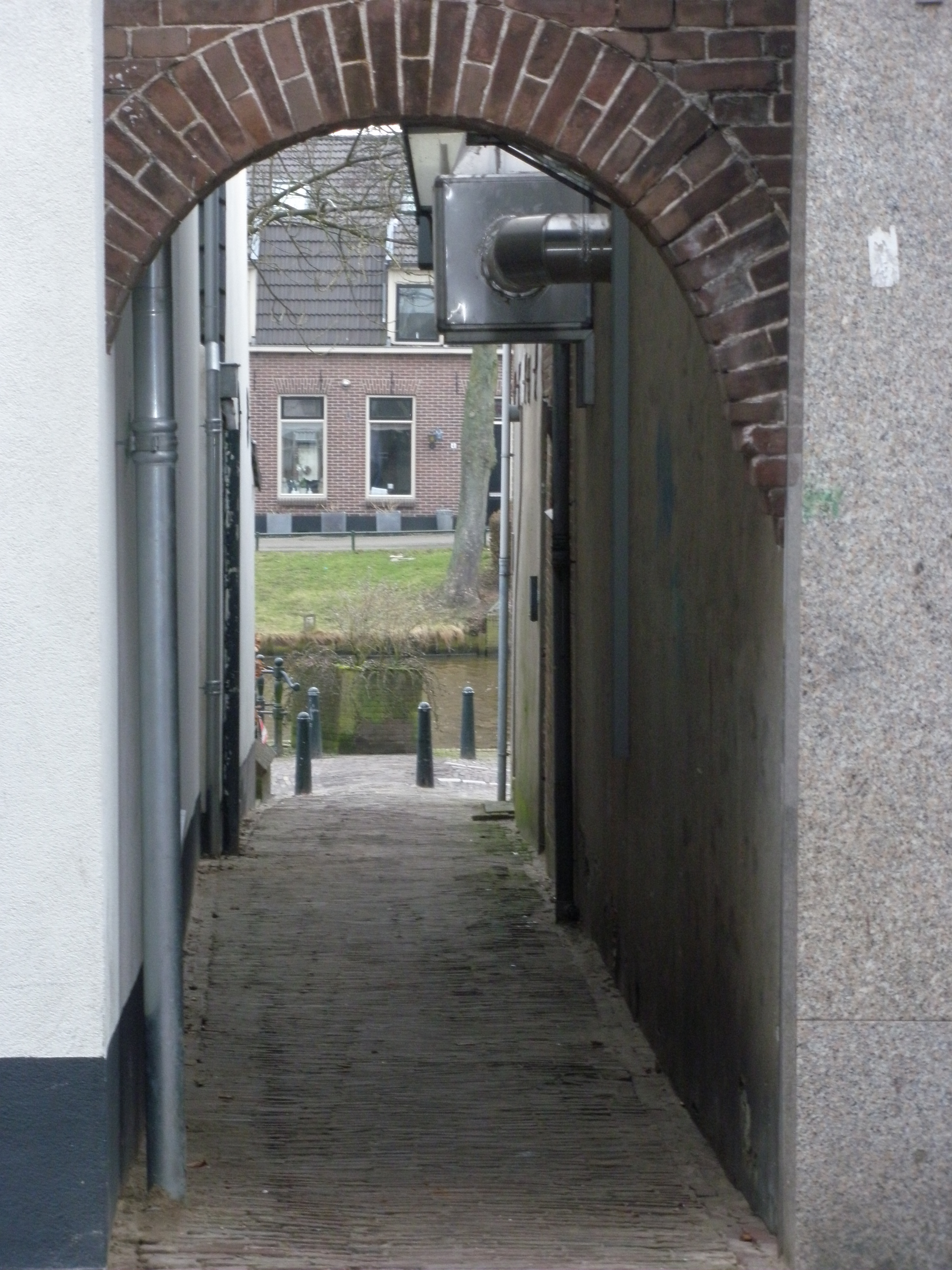
Poortje en steeg tussen Onder de Boompjes en de Hoogstraat
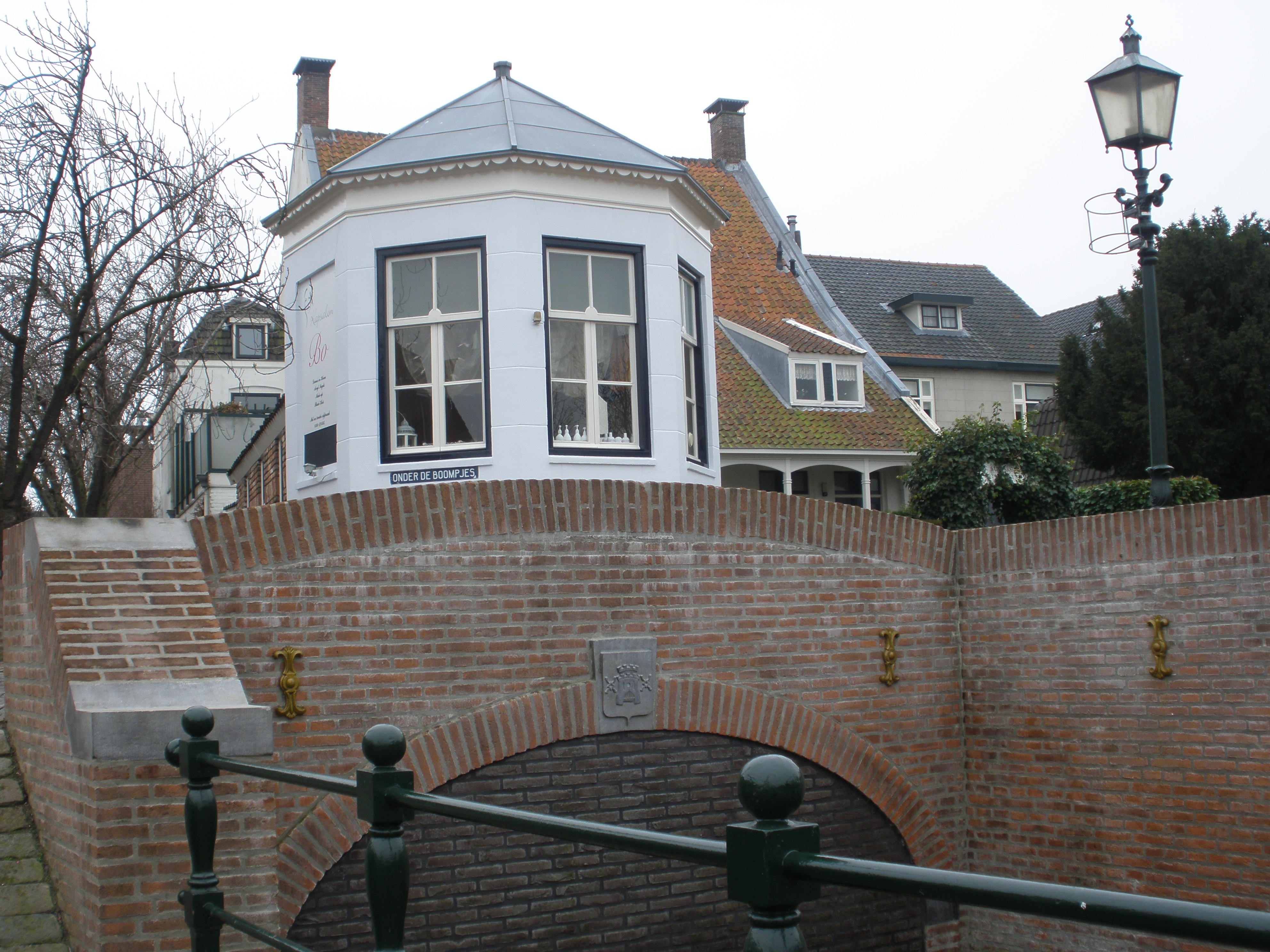
Waterpoort
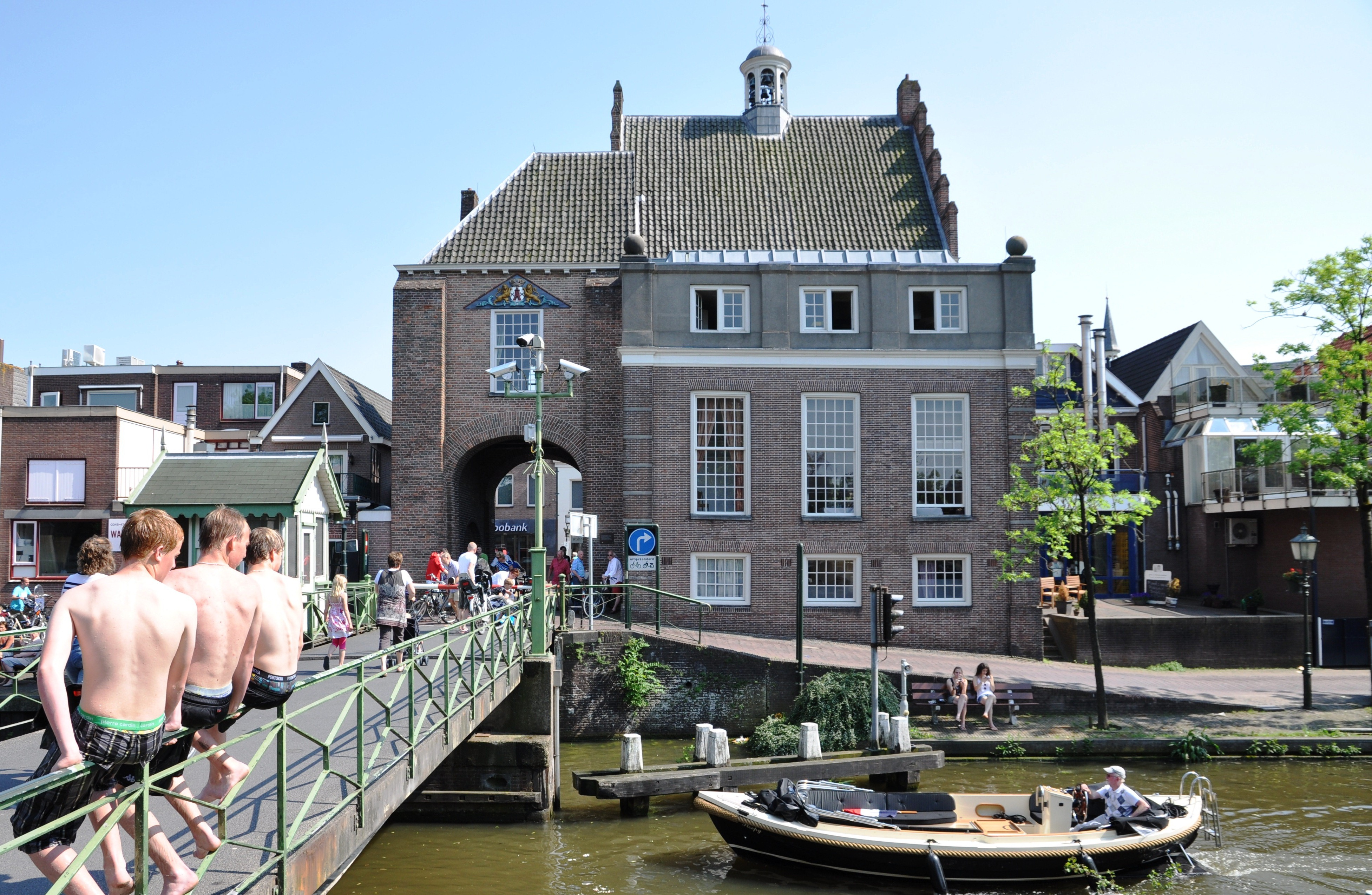
Gietijzeren draaibrug met brugwachtershuisje
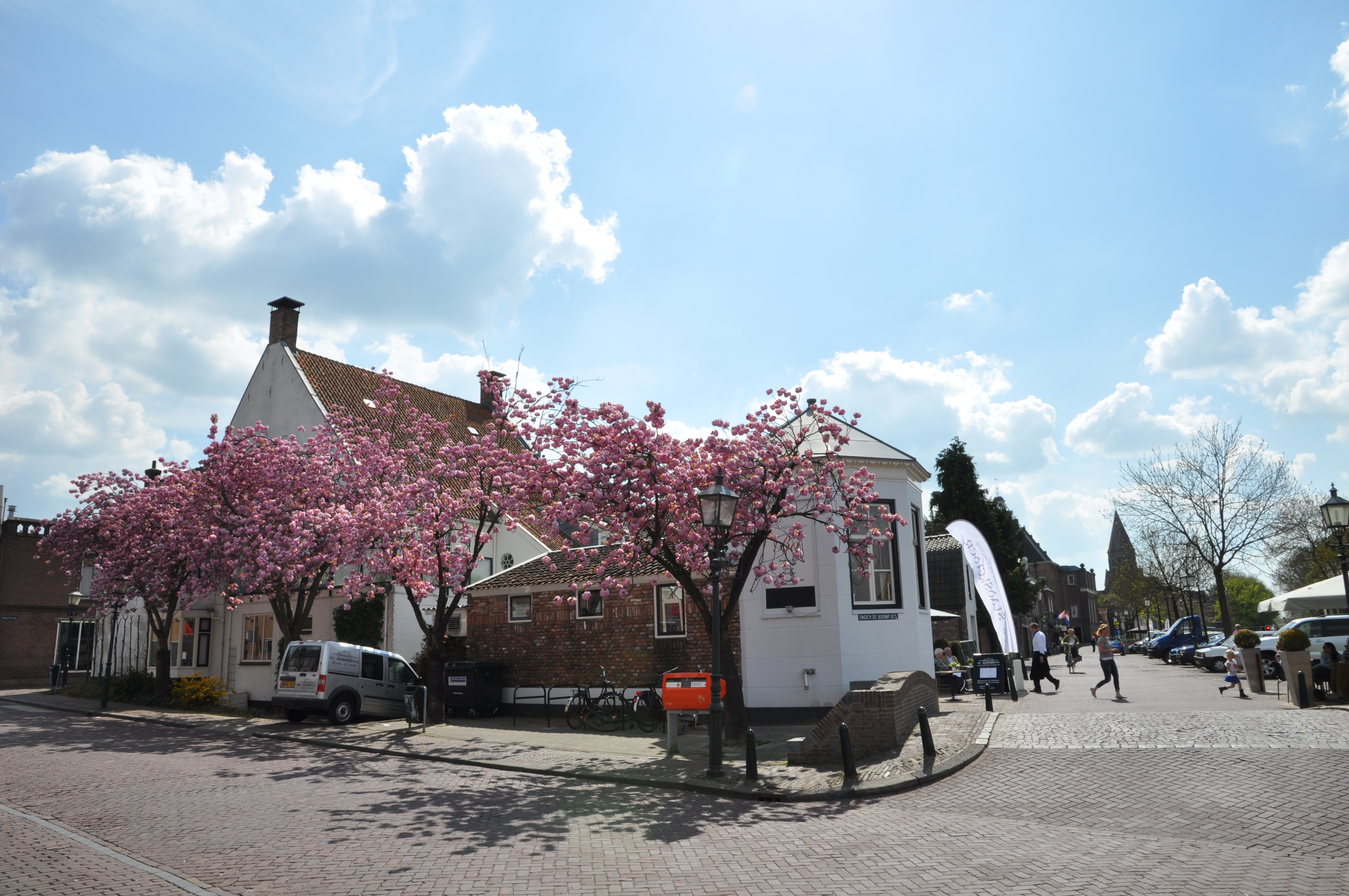
Blik vanaf de Waterpoort in de lente
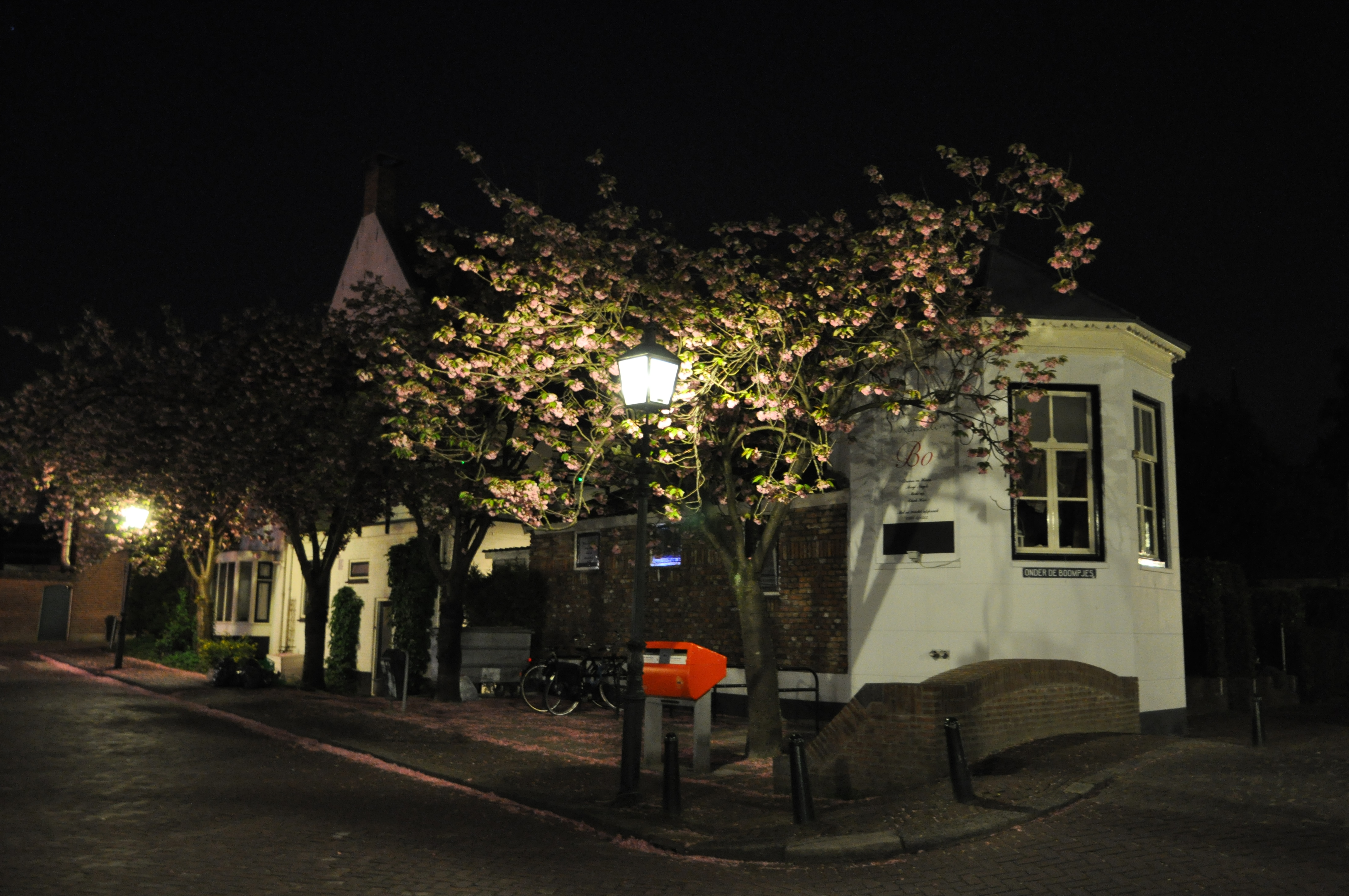
Blik vanaf de Waterpoort in de nacht

Achterstraat ·
Blindeweg ·
Bovenkerkweg ·
De Plaats ·
Doeldijk ·
Havenstraat ·
Heeswijkerpoort ·
Heilig Levenstraat ·
Hofdijk ·
Hofstraat ·
Hoogstraat ·
Julianalaan ·
Keizerstraat ·
Lieve Vrouwegracht ·
Lindeboomsweg ·
Mannenhuisstraat ·
Mastwijkerdijk ·
Molenstraat ·
Om 't Hof · 
Om 't Wedde · 
Onder de Boompjes ·
Oude Boomgaard ·
Schoolstraat  ·
Slotlaan ·
Vrouwenhuisstraat ·
Waardsedijk ·
Waterpoort ·
Willeskopperpoort ·
IJsselplein ·
IJsselkade ·
IJsselveld